# Secret Squirrel
Secret Squirrel (Esquilo sem Grilo em Brasil) é uma série de desenho animado estadunidense criado por Hanna-Barbera. Estreou em 1965 junto com a Formiga Atômica. Teve o seu próprio show em 1966, mas foi reunificado com a Formiga Atômica para mais uma temporada em 1967. Esquilo Sem Grilo apareceu pela primeira vez em um  especial chamado "The World of Atom Ant and Secret Squirrel", que foram exibidos na NBC em 12 de setembro de 1965.
No Brasil, o desenho foi exibido na TV Globo no extinto HB (programa de televisão) em 1977, depois de alguns anos em 1982 até 1985, o desenho foi exibido na Record (rede de televisão),em 1984 até 1988, o desenho foi exibido na Rede Bandeirantes nos programas como TV Criança, ZYB-BOM e TV Fofão, na época dos anos 80 o desenho foi exibido na extinta Rede Manchete, em 1994 até 2003, o desenho foi exibido no Sistema Brasileiro de Televisão nos programas como, Bom Dia & Companhia,Sábado Animado,Sessão Desenho, Programa Sérgio Mallandro e A Hora Warner, o desenho também foi exibido na CNT São Paulo (Por acaso em outros estados também),Cartoon Network (Brasil),Boomerang e Tooncast.
Esquilo Sem Grilo era uma paródia do então popular espião 007, também era conhecido como "Agente 000".
Em 1993, treze novos episódios de Esquilo Sem Grilo foram lançados como segmento da série 2 Stupid Dogs, com a atualização do título e um novo elenco.

## Perfil do personagem
Secret Squirrel (com uma voz levemente balbuciada por Mel Blanc) serve como um agente secreto, recebendo ordens de seu superior, Double-Q (voz por Paul Frees), do International Sneaky Service. Sua designação é Agente 000. Secret Squirrel é auxiliado em suas aventuras por seu ajudante de óculos, Morocco Mole (também com a voz de Paul Frees personificando Peter Lorre).
A dupla luta contra o crime e os agentes inimigos do mal usando astúcia e uma variedade de dispositivos de espionagem, incluindo uma bengala metralhadora, uma coleção de armas mantidas dentro da capa impermeável de Secret, que também é à prova de balas, e uma variedade de dispositivos escondidos em seu fedora roxo (que tem buracos para os olhos cortados e que ele quase nunca remove).
O arquiinimigo recorrente de Secret é Yellow Pinkie (também interpretado por Frees), uma paródia de Auric Goldfinger de Goldfinger e da interpretação de Sydney Greenstreet do personagem Kasper Gutman de The Maltese Falcon de Dashiell Hammett. Ele também se envolve com inimigos como a Vovó Mascarada, Capitão Kidd e Robin Hood e suas Canecas Felizes. Os últimos três episódios apresentaram Hi-Spy (novamente dublado por Frees), um mestre da criminologia científica.

### Super Secret Secret Squirrel
Os revival da série em 1993 viram várias mudanças nos personagens e na arte em comparação com os desenhos animados originais dos anos 1960, incluindo a reformulação de Jess Harnell como Secreto e Jim Cummings como Morocco. Todos os personagens que habitam o mundo agora são animais (exceto um homem-biscoito de gengibre e um quark). Double-Q (interpretado por Tony Jay), agora simplesmente chamado de "the Chief", é um búfalo com um cachimbo de cabaça com aroma de cereja. Yellow Pinkie foi substituído por um leão marinho chamado Goldflipper (interpretado por Jim Cummings) que, apesar de ser o arqui-inimigo de Secreto, só aparece em um episódio da série revival. Esses novos desenhos também apresentam Penny (interpretada por Kimmy Robertson), uma esquilo assistente do chefe (à la Miss Moneypenny) e um possível interesse amoroso por Secreto (como sugerido nos episódios "Queen Bea" e "Quark").

## Histórico de exibição
A estreia da série foi em 12 de setembro de 1965 no especial do horário nobre The World of Atom Ant e Secret Squirrel na NBC.
A série original, The Atom Ant /Secret Squirrel Show, foi transmitida de 2 de outubro de 1965 a 2 de setembro de 1967. Secret Squirrel teve seu próprio programa em 1966 e foi então reunido com a Formiga Atômica em 1967-1968. Os episódios foram transmitidos em distribuição e como parte da série de compilação e variedade The Banana Splits.

### Super Secret Secret Squirrel
Esquilo Secreto e Morocco Mole foram revividos em 1993 como um dos segmentos da série de animação 2 Stupid Dogs (2 Cachorros Bobos no Brasil) da TBS Superstation. Intitulados Super Secret Secret Squirrel, esses novos desenhos animados apresentavam Esquilo Secreto e Morocco Mole (interpretados por Jess Harnell e Jim Cummings) em novas aventuras. O criador dos cachorros, Donovan Cook, foi convidado pelo então novo presidente da Hanna-Barbera, Fred Seibert, a escolher um desenho clássico de estúdio para reviver dentro do programa principal, e Super Secret Secret Squirrel foi o resultado. A razão para reviver o desenho foi porque era um dos programas favoritos de Cook na Hanna-Barbera.

## Lista de Episódios
Os primeiros sete episódios da série de 1960 também foi visto na temporada de 1994-1995 em Dois Cachorros Bobos (1993-1995).
1.ª Temporada (1965-1966)
1. Sub Swiper
2. Masked Granny
3. Scotland Yard Caper
4. Robin Hood & His Merry Muggs
5. Wolf In Cheap Cheap Clothing
6. Royal Run Around
7. Yellow Pinkie
8. Five Is A Crowd
9. It Stopped Training
10. Wacky Secret Weapon
11. Cuckoo Clock Cuckoo
12. Catty Cornered
13. Leave Wheel Enough Alone
14. Jester Minute
15. Not So Idle Idol
16. Gold Rushed
17. Double Ex-Double Cross
18. Capt. Kidd's Not Kidding
19. Bold Rush
20. Tusk-Tusk

2.ªTemporada (1966-1968)
1. Robot Rout
2. The Pink Sky Mobile
3. Scuba Duba Duba
4. Hi-Spy
5. Spy In The Sky
6. Ship Of Spies

### Super-Secret Secret Squirrel
Lista de Episódios:
1. One Ton
2. Scirrocco Mole
3. Hot Rodney
4. Greg
5. Quark
6. Platypus
7. Egg
8. Voodoo Goat
9. Chameleon
10. Agent Penny
11. Goldflipper
12. Queen Bea
13. Doctor O

## Dubladores

### Nos Estados Unidos
- Esquilo Secreto: Mel Blanc
- Moleza Toupeira: Paul Frees
- Chefe Q.Q.: John Stephenson

### No Brasil
- Esquilo sem Grilo: Sílvio Navas
- Moleza Toupeira: Carlos Marques
- Chefe Q.Q.: Maurício Barroso e Miguel Rosenberg